# Новий Двур (Хойницький повіт)
Новий Двур (пол. Nowy Dwór) — село в Польщі, у гміні Хойниці Хойницького повіту Поморського воєводства.
Населення — 335 осіб (2011).

## Демографія
Демографічна структура станом на 31 березня 2011 року:
|          | Загалом | Допрацездатний вік | Працездатний вік | Постпрацездатний вік |
| -------- | ------- | ------------------ | ---------------- | -------------------- |
| Чоловіки | 173     | 50                 | 111              | 12                   |
| Жінки    | 162     | 42                 | 94               | 26                   |
| Разом    | 335     | 92                 | 205              | 38                   |